# Chipstable
Chipstable is een civil parish in het bestuurlijke gebied Somerset West and Taunton, in het Engelse graafschap Somerset met 309 inwoners.